# Maria Polikarp Zaborek
Józef Maria Polikarp Zaborek, właśc. Józef Zaborek (ur. 29 lipca 1924 w Stoczku, zm. 17 stycznia 2010 w Łęcznej) – duchowny mariawicki, ostatni kapłan służebny Kościoła Katolickiego Mariawitów w RP.
Pochodził z rodziny rolniczej wyznania mariawickiego. Syn Józefa Zaborka i Agnieszki z Kowalczyków. Ukończył Wyższą Szkołę Ogrodniczą w Kijanach. W czasie II wojny światowej służył w 2 Armii Wojska Polskiego.
W 1948 wstąpił do mariawickiego seminarium duchownego w Płocku. W 1950 otrzymał święcenia kapłańskie z rąk biskupa Romana Marii Jakuba Próchniewskiego i został proboszczem parafii mariawickiej w Raszewie. W 1961 zawarł związek małżeński z byłą siostrą mariawicką, Józefą Wiktorią Marią Dilektą Muchą. W latach 1962–1968 był proboszczem parafii mariawickiej w Mińsku Mazowieckim.
W 1968 ze względu na pogarszający się stan zdrowia został bezterminowo urlopowany z funkcji duszpasterskich. W czasie rekonwalescencji podjął się pracy agronoma i instruktora uprawy tytoniu. W rodzinnej wsi, w której mieszkał, podjął się także odbudowy życia religijnego wśród mariawitów. Swoją działalnością misjonarską zdołał pozyskać liczną grupę wiernych i zaczął tym samym organizować nową parafię w Stoczku. Mimo powrotu do zdrowia na swoją pracę duszpasterską w rodzinnej miejscowości nie uzyskał aprobaty ze strony władz zwierzchnich Kościoła Starokatolickiego Mariawitów.
Nie mogąc dojść do porozumienia ze swoimi przełożonymi złożył akces do Kościoła Katolickiego Mariawitów. W 1976 został inkardynowany przez arcybiskupa Józefa Marię Rafaela Wojciechowskiego do Kościoła Katolickiego Mariawitów i mianowany proboszczem parafii mariawickiej w Stoczku.
W 1979 był współzałożycielem i współorganizatorem Ekumenicznego Zgromadzenia Mariawitów. Pełnił stanowisko jego wikariusza generalnego. Prowadził ożywioną działalność misjonarską i ewangelizacyjną łącząc ją ze świecką pracą zawodową. Od 1993 łączył funkcję proboszcza w Stoczku z posługą administratora w parafii Kościoła Katolickiego Mariawitów w Goździe.
Zmarł po długiej chorobie nowotworowej w Szpitalu Powiatowym w Łęcznej. Po ekumenicznym nabożeństwie żałobnym w Stoczku pochowany został na cmentarzu w Kijanach.